# Eualus avinus
Eualus avinus är en kräftdjursart som först beskrevs av M. J. Rathbun 1899.  Eualus avinus ingår i släktet Eualus och familjen Hippolytidae. Inga underarter finns listade i Catalogue of Life.